# Косма II Аттик
Косма II Аттик (греч. Κοσμᾶς Β´ ὁ Ἀττικός), (?, Эгина — после 1147) — патриарх Константинопольский с апреля 1146 по февраль 1147 года.
Родился на Эгине и был диаконом собора Святой Софии в Константинополе перед своей интронизацией, состоявшейся после отречения Михаила II. Пользовался глубоким уважением за учёность и святость. Косма правил во времена византийского императора Мануила I Комнина.

## Отставка
Косма был осужден и низложен 26 февраля 1147 года Синодом, состоявшимся во Влахернском дворце из-за снисхождения по отношению к монаху Нифону, отлучённому богомилу с 1144 года, которого он принимал в своем доме за своим столом.
Точные причины осуждения и низложения Космы II не установлены; возможно, он стал жертвой политических интриг. Однако очевидно, что император Мануил непосредственно вмешивался в мнение Синода, низложившего Косму, лично допрашивая обвинявших его, и лично интересовался мнением Космы о еретике Нифоне. Доктринальные споры были распространены в царствование Мануила I, а император в них активно участвовал.
После отставки Космы в феврале патриарший престол оставался вакантным до декабря. Неразбериха в Константинополе вынудила русских епископов поставить митрополитом Киевским и Всея Руси Клима Смолятича без санкции патриарха.